# Jimmi Simpson

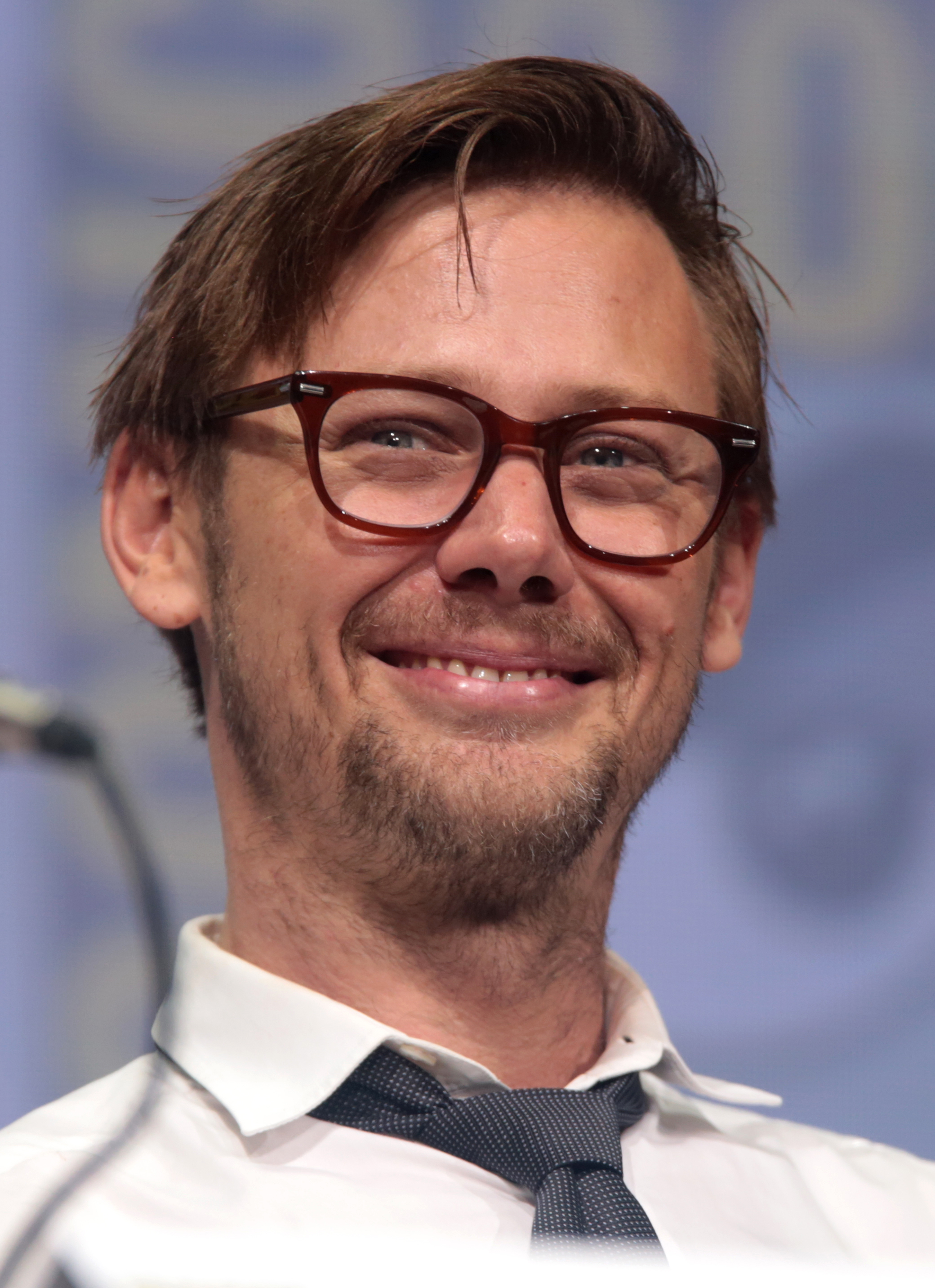
Jimmi Simpson bei der Comic-Con in San Diego 2017

James Raymond „Jimmi“ Simpson (* 21. November 1975 in Hackettstown, New Jersey) ist ein US-amerikanischer Schauspieler.

## Leben und Leistungen
Simpson hat zwei ältere Brüder. Er schloss ein Studium an der Bloomsburg University of Pennsylvania ab. Simpson gab sein Debüt in einer größeren Rolle in der Komödie Loser – Auch Verlierer haben Glück von Amy Heckerling (2000), in der er neben Jason Biggs, Mena Suvari, Greg Kinnear und Dan Aykroyd spielte. Im Kurzfilm Slo-Mo (2001) spielte er eine der Hauptrollen.
In der Actionkomödie Spy Girls – D.E.B.S. (2004) spielte Simpson neben Jordana Brewster, Sara Foster, Meagan Good und Devon Aoki eine der größeren Rollen; im Western Seraphim Falls (2006) trat er an der Seite von Pierce Brosnan und Liam Neeson auf. In der Komödie Itty Bitty Titty Committee (2007) spielte er neben Melonie Diaz, Melanie Mayron und Jenny Shimizu. Außerdem spielte Simpson die Rolle des Patienten Daniel Bresson in der Fernsehserie Dr. House (2009). 2011 hatte er einen kleinen Auftritt in der US-amerikanischen Fernsehserie How I Met Your Mother und übernahm von 2011 bis 2012 in der A&E-Network-Dramaserie Breakout Kings die Hauptrolle des Lloyd Lowery. 2012 war er ebenfalls in der Romanverfilmung Abraham Lincoln Vampirjäger zu sehen. Weitere Film- und Fernsehrollen folgten. So war er in den Jahren 2014 und 2015 in House of Cards zu sehen und er übernahm eine wiederkehrende Rolle in der Serie Westworld, für die er 2018 für den Emmy nominiert war. Sein Schaffen umfasst mehr als 60 Produktionen.
Simpson heiratete im April 2007 seine Schauspielkollegin Melanie Lynskey. Im April 2012 trennte sich das Paar wieder.
Von 2019 bis 2021 war Jimmi Simpson mit seiner zweiten Ehefrau, seiner Schauspielkollegin Sophia Del Pizzo verheiratet. Nach 19  Monaten reichte er die Scheidung ein.

## Filmografie (Auswahl)
- 2000: Loser – Auch Verlierer haben Glück (Loser)
- 2001: Slo–Mo (Kurzfilm)
- 2002: Stephen Kings Haus der Verdammnis (Rose Red, Fernsehvierteiler, 3 Folgen)
- 2002: 24 (Fernsehserie, Folgen 2x02–2x04)
- 2003: Cold Case – Kein Opfer ist je vergessen (Cold Case, Fernsehserie, Folge 1x04)
- 2004: Spy Girls – D.E.B.S. (D.E.B.S.)
- 2005: Herbie Fully Loaded – Ein toller Käfer startet durch (Herbie: Fully Loaded)
- 2005–2010: It’s Always Sunny in Philadelphia (Fernsehserie, 5 Folgen)
- 2006: Stay Alive
- 2006: Seraphim Falls
- 2007: Final Draft
- 2007: Itty Bitty Titty Committee
- 2007: Zodiac – Die Spur des Killers (Zodiac)
- 2008–2009: CSI: Vegas (CSI: Crime Scene Investigation, Fernsehserie, 2 Folgen)
- 2009: Dr. House (House, Fernsehserie, Folge 5x15 Unfaithful)
- 2009–2010, 2013: Psych (Fernsehserie, 4 Folgen)
- 2010: Date Night – Gangster für eine Nacht (Date Night)
- 2011: The Big Bang
- 2011: How I Met Your Mother (Fernsehserie, Folge 7x02 The Naked Truth)
- 2011–2012: Breakout Kings (Fernsehserie, 23 Folgen)
- 2012: Abraham Lincoln Vampirjäger (Abraham Lincoln: Vampire Hunter)
- 2013: Person of Interest (Fernsehserie, 2 Folgen)
- 2013: White House Down
- 2013: Linda’s Child (The Truth About Emanuel)
- 2013: Knights of Badassdom
- 2014–2015: House of Cards (Fernsehserie, 17 Folgen)
- 2016: Hap and Leonard (Fernsehserie, 6 Folgen)
- 2016–2020: Westworld (Fernsehserie, 12 Folgen)
- 2017, 2025: Black Mirror (Fernsehserie, Folge 4x01 USS Callister und 7x06 USS Callister: Willkommen bei Infinity)
- 2018: Under the Silver Lake
- 2018: Unsolved
- 2020: Unhinged – Außer Kontrolle (Unhinged)
- 2021: Silk Road – Gebieter des Darknets (Silk Road)
- 2021: Breaking News in Yuba County
- 2021–2024: Star Trek: Prodigy (Fernsehserie, 24 Folgen, Stimme von Drednok)
- 2022: The Man Who Fell to Earth (Fernsehserie, 8 Folgen)
- seit 2022: Pachinko – Ein einfaches Leben (Pachinko, Fernsehserie)
- 2022: A Little White Lie
- 2023: The Starling Girl
- 2023–2024: Star Wars: The Bad Batch (Fernsehserie, 11 Folgen, Stimme)
- 2023: Fool’s Paradise
- 2024: Audrey’s Children
- seit 2024: Dark Matter – Der Zeitenläufer (Dark Matter, Fernsehserie)